# Fonó, Somogy
Fonó  este un sat în districtul Kaposvár, județul Somogy, Ungaria, având o populație de 279 de locuitori (2011). 

## Demografie
Componența etnică a satului Fonó
     Maghiari (93,28%)
     Romi (6,72%)
Componența confesională a satului Fonó
     Romano-catolici (64,52%)
     Fără religie (11,11%)
     Reformați (5,02%)
     Necunoscută (19,35%)
Conform recensământului din 2011, satul Fonó avea 279 de locuitori. Din punct de vedere etnic, majoritatea locuitorilor (93,28%) erau maghiari, cu o minoritate de romi (6,72%).  Din punct de vedere confesional, majoritatea locuitorilor (64,52%) erau romano-catolici, existând și minorități de persoane fără religie (11,11%) și reformați (5,02%). Pentru 19,35% din locuitori nu este cunoscută apartenența confesională.